# Fístula obstétrica
La fístula obstétrica es una afección por la cual se desarrolla un agujero en el canal de parto a raíz de este. Puede localizarse entre la vagina y el recto, el uréter o la vejiga.  Como resultado, la madre puede presentar incontinencia de orina o de heces, lo cual suele acarrear depresión, infertilidad y aislamiento social.
Los principales factores de riesgo son el trabajo de parto obstruido, un acceso deficitario a cuidados médicos, la desnutrición y embarazos adolescentes. La causa es un flujo de sangre deficiente al área afectada durante un periodo prolongado de tiempo. El diagnóstico se basa generalmente en los síntomas y se puede tratar con azul de metileno.
La fístula obstétrica es casi enteramente evitable si se practica una cesárea a tiempo. El tratamiento correctivo de la fístula es por norma general la cirugía. Si se trata temprano, el uso de una sonda urinaria puede ayudar en la curación. La terapia también puede ser útil. Se estima que en África subsahariana, Asia, las naciones árabes y Latinoamérica hay 2 millones de mujeres que padecen esta afección. Cada año se desarrollan aproximadamente 75.000 casos nuevos. Ocurre muy raramente en el mundo desarrollado. Está considerada una enfermedad de la población más pobre.